# Billete de quinientos pesos mexicanos (tipo F)
Llamado oficialmente Billete de 500 pesos de la familia F fue la segunda denominación más alta de billetes de la familia F en México. Este billete está inspirado en el poder del arte mexicano.
En el anverso hay una efigie de Diego Rivera, pintor y muralista mexicano. Al lado suyo, se encuentra una viñeta complementando una de sus pinturas llamado "Desnudo con Alcatraces", además, se puede ver que abajo de esta pintura hay 3 pinceles y un godete (Paleta).
En el reverso hay una efigie de Frida Kahlo, esposa de Diego Rivera, nacida en la Ciudad de México. Al lado de ella, está su pintura “El abrazo del amor del Universo, La Tierra (México), Yo, Diego y el Señor Xólotl”.

## Medidas de seguridad

### Relieves sensibles al tacto
En unas zonas, la superficie del billete tiene un relieve pequeño sensible al tacto, en especial si están muy nuevos. Las zonas donde se sienten son: la leyenda de Banco de México, la pintura, la flor y en el número girado 45 grados que dice 500 pesos y en la parte de la esquina del lado derecho de la flor de alcatraz.

### Elementos que cambian de color
Se utiliza una tinta especial que cambia de color dependiendo el nivel de la luz. En este billete cambia de color de magenta o morado a verde, la parte derecha de la flor de alcatraz, que se ubica en la esquina superior izquierda. Se puede notar al girar el billete. Este elemento tiene relieve por lo que es sensible al tacto.
Para observar mejor este elemento de seguridad, se recomienda tomar el billete por el frente, colocarlo horizontalmente a unos 30 cm. frente a los ojos y girarlo o inclinado.

### Hilo 3D
Los billetes de 500 pesos constan de un hilo que está integrado al papel y tiene figuras de caracol en tercera dimensión que se mueven en sentido cruzado al movimiento del billete; si éste se gira en forma vertical, los caracoles se mueven en forma horizontal, si el billete se gira en forma horizontal, los caracoles se mueven en forma vertical. Visto a contraluz, el hilo 3D se ve como una banda continua que cruza al billete.
El hilo 3D es café en el billete de 500 pesos.

### Hilo de seguridad
Este hilo forma parte del papel de algodón desde que se fábrica el billete. Las pruebas de existencia de dichos hilos consisten en pasar el billete dentro de una lámpara de luz ultravioleta, en cuyo interior el billete mostrará los pequeños hilos luminiscentes, el hilo se mostrará negro.

### Marca de agua
Es otra marca de seguridad que igual, ya está hecha en el papel de algodón que se ve a la luz directa. En este caso, la imagen de Diego Rivera se observa de color gris.

### Registro perfecto
En el anverso del billete se imprimen ciertos elementos de una imagen y en el reverso, sus elementos complementarios. Al observar el billete a trasluz, los elementos se combinan con exactitud para dar una imagen completa.
En los billetes de la familia F, las figuras que se complementan son el mapa de la República Mexicana y la rosa de los vientos.

### Textos microimpresos
Los textos microimpresos son textos muy pequeños, que es necesario el uso de lentes o lupas para observarse. Se encuentra por debajo de la leyenda de Banco de México y arriba de Desnudo con Alcatraces y dice:

Se ha dicho, que la revolución no

necesita al arte, pero que el arte,

necesita de la Revolución, eso no es cierto, 

la Revolución si necesita un arte revolucionario

Diego Rivera

### Fondos lineales
En el anverso y reverso del billete se encuentra un diseño compuesto de figuras y rayas anchas y delgadas, las cuales solo pueden observarse con una lupa. Como una especie de tapizado irregular.

### Fluorescencia
En el reverso de todos los billetes hay diseños impresos con tintas fluorescentes que brillan al ser expuestas a la luz ultravioleta (también conocida como "luz negra").